# 中国人民解放军空军航空兵第五师
中国人民解放军空军航空兵第五师（简称空五师；代号为解放军94590部队），曾经是中国人民解放军空军的第一支强击航空兵师，也是中央军委的一支战略预备队和重点建设部队，始建于1950年12月5日，现隶属于北部战区空军，师部驻山东潍坊，下设以歼轰-7和强-5编成的空13团（驻潍坊）、空14团（驻明港）和空15团（驻潍坊）。该师曾参加国庆阅兵、对越自卫反击战、入滇轮战、投放氢弹试验、西藏高原试飞等。

## 历史
1950年12月5日，根据中央军委1950年11月19日电报批准和空军1950年11月24日命令，在原独立步兵第206师师直及所属第617团团直、空军第13团和第15供应大队的基础上，在辽西省（今辽宁省）开原县组建空军第五师，下辖冲击13、冲击15团。其中冲击第13团是在1950年8月1日以独立步兵第206师616团团部为基础，接收1、3航校一期甲班35名学员，装备来源于援华苏军撤走后留下的伊尔-10强击机在徐州扩建成立，成为空军第一支强击机部队，并于1950年11月25日由徐州移驻开原划归空五师建制；冲击15团则是由原独立步兵地206师第617团团部为基础扩建而来。首任师长为马勇，政治委员为马泽迎。
1951年1月2日，空五师开始飞行训练，3月5日接收苏军驻开原1个空军师的装备，计有伊尔-10攻击机60架，乌伊尔-10教练机4架和通信机3架。1951年5月23日，空军第一次参加联合兵种演习。空五师出动强击机4架参加总参军训部在北京长辛店至卢沟桥一带组织的联合兵种演习。1951年10月1日，空五师首次参加国庆受阅，出动伊尔-10飞机三十六架，以四个九机"品"字形编队参加受阅。师部于1953年4月调驻吉林永吉，1955年12月又调驻辽宁复县。1964年7月31日，部队编制体制调整，由原空13、15团抽调部分人员在辽宁复县组成空军第15大队；原空15团改为空14大队，原空13团改为空13大队。1969年6月30日，根据空军司令部1969年5月31日指示，空五师与空二十二师对调防务，归济南军区空军建制。1969年7月6日至20日，空五师师部率13、15大队，由瓦房店、三十里堡机场移防潍县，14大队移防高密机场。1970年5月，空13、14、15大队依次改称空军航空兵第13、14、15团。
1967年11月，时任空五师师长的宋占元奉命前往北京，接受了空军下达的关于组织研究用飞机空投小型氢弹的试验任务。1969年12月，强-5飞机开始首批装备空五师。1971年12月9日，中央军委调空五师4架强-5甲飞机，于12月12日到达新疆马兰，执行氢弹空投试验任务。1971年12月30日，时任空五师第14团团长的杨国祥带弹起飞，因投弹装置线路短路空投3次未果，继而在塔台指挥员、空五师师长宋占元的指挥引导下，冒着生命危险带弹着陆成功。1972年1月7日，杨国祥第二次起飞，成功将氢弹投出，宣告历时五年自行研制的机载小型氢弹试验圆满成功。
1986年2月，空14团由高密转至河南明港。1994年6月11日，空13团1大队八架强-5飞机参加全军夜间训练改革现场会演示，创下了空军强击机部队夜间实弹轰炸和火箭攻击、夜间编队作战、夜间复杂气象条件下突击地面目标、在无夜视设备条件下与地面部队协同作战4项纪录。1999年10月1日，空五师参加国庆五十周年空中受阅梯队。自2008年起，空五师开始装备歼轰-7歼击轰炸机。
2017年，随着深化国防和军队改革的进行，空军裁撤所有歼击机师级单位，空五师也在其中，但其下属各团得到保留，扩编为旅。